# Girls (Rita Ora)
Girls è un singolo della cantante britannica Rita Ora, della rapper statunitense Cardi B, della cantante statunitense Bebe Rexha e della cantante britannica Charli XCX, pubblicato l'11 maggio 2018 come terzo estratto dal secondo album in studio Phoenix.

## Descrizione
Il singolo ha visto la collaborazione della rapper statunitense Cardi B, della cantante statunitense Bebe Rexha e della cantante britannica Charli XCX. Rita Ora ha descritto la canzone come un "inno di emancipazione": "In questi ultimi anni sono stata così ispirata da tutte le donne forti che ho incontrato, che non hanno paura di essere se stesse. Per coloro che non hanno paura di governare il mondo, questo è il nostro inno. Una celebrazione dell'amore. E, naturalmente, grazie a tutte le colleghe che hanno così gentilmente collaborato con me, ognuna rappresentante chi sono e da dove vengono"

### Composizione
Girls è un brano pop suonato in chiave di La bemolle minore a tempo di 94 battiti al minuto, che presenta un beat influenzato dall'hip hop. Il testo esplora la tematica dell'attrazione verso lo stesso sesso. Il brano è stato scritto da Rita Ora, Klenord Raphael, Ali Tamposi, Bebe Rexha, Jonny Coffer, Jordan Thorpe, Belcalis Almanzar, Brian Lee, Andrew Wotman e Benjamin Diehl.

## Promozione
Rita Ora ha eseguito il brano dal vivo per la prima volta al Big Weekend della BBC Radio 1 il 28 maggio 2017, con Charli XCX e Raye, un anno prima della sua uscita come singolo ufficiale. La sua prima esibizione televisiva è stata alla finale di stagione del reality show Germany's Next Topmodel il 24 maggio 2018. L'ha presentato anche al Wind Music Awards 2018, al Capital's Summertime Ball 2018, al Gibraltar Calling Music Festival di MTV e durante il The Girls Tour della cantante.

## Video musicale
Il video musicale, diretto da Helmi, è stato pubblicato il 6 giugno 2018 su YouTube. Il video inizia con Rita Ora sdraiata su un divano in un'ambientazione simile ad un'isola, circondata da altre donne. In seguito appaiono Charli XCX che canta in un bosco, Rexha che si bacia in uno specchio, e Cardi B che bacia Ora.

## Controversie
Le cantanti statunitensi Hayley Kiyoko, che si identifica come una donna gay, e Kehlani, che si identifica come queer, hanno accusato Girls di essere "dannosa" nei confronti della comunità LGBTQ. Kiyoko ha fatto riferimento alla canzone in un tweet che ha pubblicato come "priva di orecchio musicale", affermando che il brano "ha alimentato lo sguardo maschile ed ha emarginato l'idea di donne che amano le donne". Kehlani ha espresso la sua opinione in una serie di tweet, "Ho una canzone incredibile con una delle cantanti e mi piacerebbe lavorare anche con le altre tre, le ho incontrate tutte e le ho rispettate.'' Ha concluso i suoi tweet con: "Ogni artista della canzone è fantastica, e molto amata e supportata da me e da tutti, ma non si tratta di talento, ma di scelta." Diversi giorni dopo, Rita Ora si è scusata con la comunità LGBTQ nel caso questa si fosse sentita offesa, cogliendo l'occasione per confermare la propria bisessualità: ''Non era mia intenzione provocare offesa o dispiacere a nessuno. Il mio desiderio è solo quello di potermi esprimere attraverso la mia arte. La canzone è stata scritta per raccontare la mia verità, per raccontare alcune esperienze della mia vita. Ho avuto relazioni affettive con donne e uomini.''

## Tracce
Download digitale
1. Girls (feat. Cardi B, Bebe Rexha & Charli XCX) – 3:41

Download digitale – Martin Jensen Remix
1. Girls (Martin Jensen Remix) (feat. Cardi B, Bebe Rexha & Charli XCX) – 4:20

Download digitale – Steve Aoki Remix
1. Girls (Steve Aoki Remix) (feat. Cardi B, Bebe Rexha & Charli XCX) – 3:45

## Successo commerciale
Girls ha debuttato alla 22ª posizione della Official Singles Chart britannica con 16 606 unità distribuite durante la sua prima settimana, diventando la sedicesima top twenty di Rita Ora, la terza di Cardi B, la sesta di Bebe Rexha e la quinta di Charli XCX.

## Classifiche
| Classifica (2018) | Posizione massima |
| ----------------- | ----------------- |
| Australia         | 52                |
| Austria           | 62                |
| Belgio (Fiandre)  | 83                |
| Belgio (Vallonia) | 51                |
| Canada            | 72                |
| Croazia           | 24                |
| Estonia           | 31                |
| Germania          | 69                |
| Grecia            | 33                |
| Irlanda           | 26                |
| Lettonia          | 36                |
| Paesi Bassi       | 73                |
| Portogallo        | 72                |
| Regno Unito       | 22                |
| Repubblica Ceca   | 59                |
| Romania           | 50                |
| Slovacchia        | 31                |
| Stati Uniti       | 103               |
| Svezia            | 66                |
| Svizzera          | 54                |
| Ungheria          | 37                |

## Date di pubblicazione
| Paese           | Date di pubblicazione | Formato                     | Versione            | Etichetta | Note   |
| --------------- | --------------------- | --------------------------- | ------------------- | --------- | ------ |
| Resto del mondo | 11 maggio 2018        | Download digitale           | Originale           | Warner    |        |
| Italia          | 11 maggio 2018        | Contemporary hit radio      | Originale           | Warner    | [ 37 ] |
| Stati Uniti     | 22 maggio 2018        | Rhythmic contemporary radio | Originale           | Atlantic  | [ 38 ] |
| Regno Unito     | 8 giugno 2018         | Download digitale           | Steve Aoki Remix    | Warner    | [ 39 ] |
| Regno Unito     | 15 giugno 2018        | Download digitale           | Martin Jensen Remix | Warner    | [ 40 ] |